# Sarektjåkkå
Sarektjåkkå es la segunda montaña más alta de Suecia y la montaña más alta de la zona de Laponia a 2.089 metros sobre el nivel del mar. La montaña está situada cerca de la frontera oriental del Parque Nacional de Sarek, a unos 23 kilómetros al suroeste de Suorva.
Sarektjåkkå no es de fácil acceso por las carreteras cercanas, por lo que el camino normalmente tarda un día o más de caminata fuera de la vía.